# Kupnowice
Kupnowice (ukr. Купновичі) – wieś w rejonie samborskim obwodu lwowskiego Ukrainy. Wieś liczy 360 mieszkańców.

## Historia
Wieś założona w 1337. Dawniej dwie osobne wsie Kupnowice Nowe i Kupnowice Stare. W II Rzeczypospolitej miejscowość Kupnowice Nowe była siedzibą gminy wiejskiej Kupnowice Nowe w powiecie rudeckim województwa lwowskiego. 

## Urodzeni
- Stepan Tomasziwskyj (1875–1930) – ukraiński historyk, publicysta i polityk. Członek rzeczywisty Towarzystwa Naukowego im. Szewczenki (od 1899), przewodniczący Towarzystwa w latach 1913–1915, docent Uniwersytetu Lwowskiego i Uniwersytetu Jagiellońskiego.